# Угрин Чак
Угрин Чак (умро 1311. године) био је владар Горњег Срема у 14 веку.

## Историја
Почетком 14 века, у Угарској краљевини настао је грађански рат око угарског трона и централна власт у држави се распала. После овог распада, многи локални олигарси присвојили су владарска права за себе и владали пространим територијама као де факто независни владари, са својим приватним армијама, управом и правним системима.
Један од ових локалних олигарха био је и Угрин Чак, који је у почетку владао данашњим просторима Срема, Славоније и Бачке, а касније такође и подручјем Баната. Резиденције су му били градови Илок и Пожега. Територија којом је владао Угрин Чак била је позната и као Горњи Срем (или само као Срем), док је суседним Доњим Сремом (Мачвом) владао Стефан Драгутин из владарске лозе Немањића.
После смрти Угрина Чака, 1311. године, његове територије је присвојио тадашњи угарски краљ Карло I, а ово увећање територија које је држао под контролом помогло је угарском краљу да победи остале локалне олигархе.